# Зу (род)
Зу (лат. Zu) — род лучепёрых рыб из семейства вогмеровых. Представители рода распространены в тропических, субтропических и умеренных водах всех океанов. Максимальная длина тела представителей разных видов варьирует от 118 до 120 см.

## Описание
Тело длинное, сильно сжато с боков, лентообразное; покрыто циклоидной легко опадающей чешуёй. В передней части тело относительно высокое, на уровне анального отверстия резко утончается и имеет вид длинного тонкого хвоста. Глаза большие. Рот сильно выдвижной. Длинный спинной плавник с 120—150 мягкими лучами тянется от верхушки рыла до хвостового стебля. Боковая линия в хвостовой части проходит волнообразно. Спинной плавник красноватый, хвостовая часть тела чёрная. У молоди и неполовозрелых особей по бокам тела проходят вертикальные тёмные полосы и пятна.

## Классификация
В составе рода выделяют 2 вида:
- Zu cristatus (Bonelli, 1819) — Гребенчатый зу
- Zu elongatus Heemstra & Kannemeyer, 1984 — Низкотелый зу